# アンジェラ・バラコノワ
アンジェラ・バラコノワ（ウクライナ語: Балахонова Анжела Анатоліївна、英語: Anzhela Balakhonova、1972年12月18日 - ）は、棒高跳を専門とするウクライナの女子陸上競技選手。1999年世界陸上競技選手権大会では同大会で世界新記録をマークしたステーシー・ドラギラと激しく競り合った末、銀メダルを獲得した。棒高跳のヨーロッパ記録と世界室内記録を保持していた。アテネオリンピックでは6位に入賞した。

## 主な成績
| 年             | 大会                 | 開催地                 | 順位           | 記録           |
| ウクライナ代表 | ウクライナ代表       | ウクライナ代表         | ウクライナ代表 | ウクライナ代表 |
| -------------- | -------------------- | ---------------------- | -------------- | -------------- |
| 1998           | ヨーロッパ室内選手権 | スペインバレンシア     | 1位            | 4m45           |
| 1998           | ヨーロッパ選手権     | ハンガリーブダペスト   | 1位            | 4m31           |
| 1999           | 世界選手権           | スペインセビリア       | 2位            | 4m55           |
| 2000           | オリンピック         | オーストラリアシドニー | 12位           | NM             |
| 2001           | 世界室内選手権       | ポルトガルリスボン     | ―              | NM             |
| 2001           | 世界選手権           | カナダエドモントン     | 13位（予）     | 4m25           |
| 2004           | オリンピック         | ギリシャアテネ         | 6位            | 4m40           |
| 2005           | 世界選手権           | フィンランドヘルシンキ | 20位（予）     | 4m15           |